# Jem (novela)
Jem es una novela de ciencia ficción de Frederik Pohl publicada en 1979. En 1980 ganó el National Book Award y quedó nominada tanto para el premio Hugo como para el Nébula. Narra la historia de la exploración y colonización del planeta Jem llevada a cabo por tres bloques de estados, antagónicos pero interdependientes, de la Tierra y en el cual habitan tres especies inteligentes. 
La novela tiene lugar en un futuro impreciso de mediados o finales del siglo XXI o tal vez en el siglo XXII. Esto se puede deducir indirectamente a través de la siguiente información que aparece al inicio de la obra:

Handsome, hoary old  Carl Sagan delivered the opening invocation, looking like a spry octogenarian instead of whatever incredible age he really was.
El elegante y vetusto Carl Sagan hizo la presentación de apertura con aspecto de octogenario ágil en vez del de la increíble edad que en realidad tuviera.

## Argumento
En el futuro la Tierra está organizada en tres bloques económicos: el de los productores de combustible (los llamados coloquialmente greasies), el de alimentos (los fats) y el de gente o mano de obra (los peeps). Todos ellos son dependientes de los demás, lo cual mantiene una cierta paz aunque muy tensa. En estas circunstancias se descubre un objeto semiestelar a cuyo alrededor gira un planeta poco más pequeño, denominado "N-OA Bes-bes Geminorum 8426" y abreviado a Jem, en el cual se dan las condiciones básicas para la vida humana. Cada uno de los bloques envía misiones al planeta.
Los primeros en llegar a Klong, otro de los nombres con que se conoce al planeta Jem, son los peeps. Eventualmente el bloque de alimentos, con Dahouse como el personaje principal dentro de este grupo, logra también aterrizar en el planeta y crear una base, no tan precaria como la del bloque de la gente, pero mucho menos lujosa que la del bloque de los productores de combustibles. Cada uno de los bloques mandó una misión con varios integrantes, todos los cuales cuentan con varios personajes equivalentes, como por ejemplo un biólogo y una traductora. En la novela de Pohl, los traductores tienen el cerebro escindido para poder desempeñar mejor su labor. 
En Jem hay al menos tres especies oriundas con conciencia y clara organización social: los creepies, similares a topos; los krinpit, similares a cangrejos enormes y los balloonists, especie de medusas aéreas del tamaño de globos aerostáticos. 
La situación de tensa competencia política y social que se da en Jem entre los colonizadores de cada bloque proveniente de la Tierra concluye de forma catastrófica entre los humanos. Los supervivientes acaban formando con el paso de las generaciones una sociedad aparentemente utópica en el que se entreven situaciones serviles y detrimentales para las poblaciones originarias de Jem.